# 昌明塔
昌明塔，位于中国广东省湛江市雷州市雷城镇曲街，为湛江市雷州市的一个市级文物保护单位，类型为古建筑，公布时间为2001年8月17日。
昌明塔的历史年代为清代。